# Van Eynatten

Familiewapen Van Eynatten

Het geslacht Van Eynatten, ook wel Von Enatten, is een oeradellijk geslacht uit het hertogdom Limburg en wordt voor het eerst vermeld in een oorkonde uit 1213. De naam Van Eynatten ontwikkelde zich in sommige gevallen tot Van Eynanten en later door metanalyse ook tot Van Nijnanten en Van Nijnatten. 
Het stamhuis van het geslacht, dat tot de aanzienlijkste tussen Maas en Rijn behoort, ligt in Eynatten.

## Leden van de familie
- Johann von Eynatten, vermeld in 1398, stamvader van de (thans) Limburgse tak en de lijnen Gulpen (Neubourg) en Nuth (kasteel Reijmersbeek). Door vererving wordt hij heer van de heerlijkheid Gulpen en Margraten.
- Jan van Eynatten, een invloedrijk geestelijke in de Bourgondische Nederlanden.

### Titels
Leden van het geslacht Van Eynatten waren onder meer:
- heer van de heerlijkheid Gulpen en Margraten.
- van 1450 tot 1809 waren leden van het geslacht heer van kasteel en heerlijkheid Reymersbeek.
- in 1565, 1589, 1600, 1630 en 1702 werden zij toegelaten in de Staten van het Prinsbisdom Luik en het Graafschap Loon (État de la Noblesse du Pays de Liège et du Comté de Looz).
- in 1600, 1623 en 1625 toegelaten als lid van de Ridderschap van het Land van Valkenburg.
- in 1600 toegelaten als lid van de Ridderschap van het Land van 's-Hertogenrade.
- in 1626 verwierf het geslacht de heerlijkheid Nuth, waardoor zij ook heer van deze heerlijkheid worden.
- Op 16 augustus 1635 verhief keizer Ferdinand II te Wenen het geslacht in de Reichsfreiherrenstand. Winand von Eynatten (1588-1637) noemde zich: "Edler Freiherr und Panierherr zu Neuerburg".

Ook waren een aantal leden van het geslacht lid van de Duitse Orde:
- Maximilian von Eynatten regeerde van 1504 tot aan zijn overlijden in 1512 als landcommandeur van de Duitse Orde in de balije Biesen.
- Vanaf eind 15e eeuw tot 1571 leverde de familie alle landcommandeurs van de Duitse Orde in Gemert. Zo waren Heinrich en Wynand von Eynatten beiden commandeur van de ordeheerlijkheid en commanderij Gemert. Heinrich was dit van 1515-1544; Wynand van 1558-1570.
- Johan von Eynaten zu Opsinnich (1577-1648) was commandeur van Sint-Pieters-Voeren, Gruitrode en Siersdorf.

Het geslacht werd op 2 mei 1827 door koning Frederik Willem III van Pruisen opgenomen in de adel van het Koninkrijk Pruisen.

## Bezittingen
De familie bezat onder andere de volgende kastelen en adellijke huizen:
- Billinghuizen: kasteel Groenendael (1398-1525)
- Gulpen: Neubourg (1398-1664 en 1699-1716)
- Herkenbosch: Daelenbroek (1622-1743)
- Maastricht: Lichtenberg (1439-1659)
- Nijswiller: kasteel Nijswiller (ca. 1505-1587)
- Nuth: Reymersbeek (1450-1809)
- Obsinnich: kasteel Obsinnich (15e eeuw)
- Voerendaal: Kunderhuis (1642-1659)
- Voerendaal: Peerboom (15e eeuw-1809)
- Voerendaal: kasteel Rivieren (1663-1686)